# Коктейльний келих

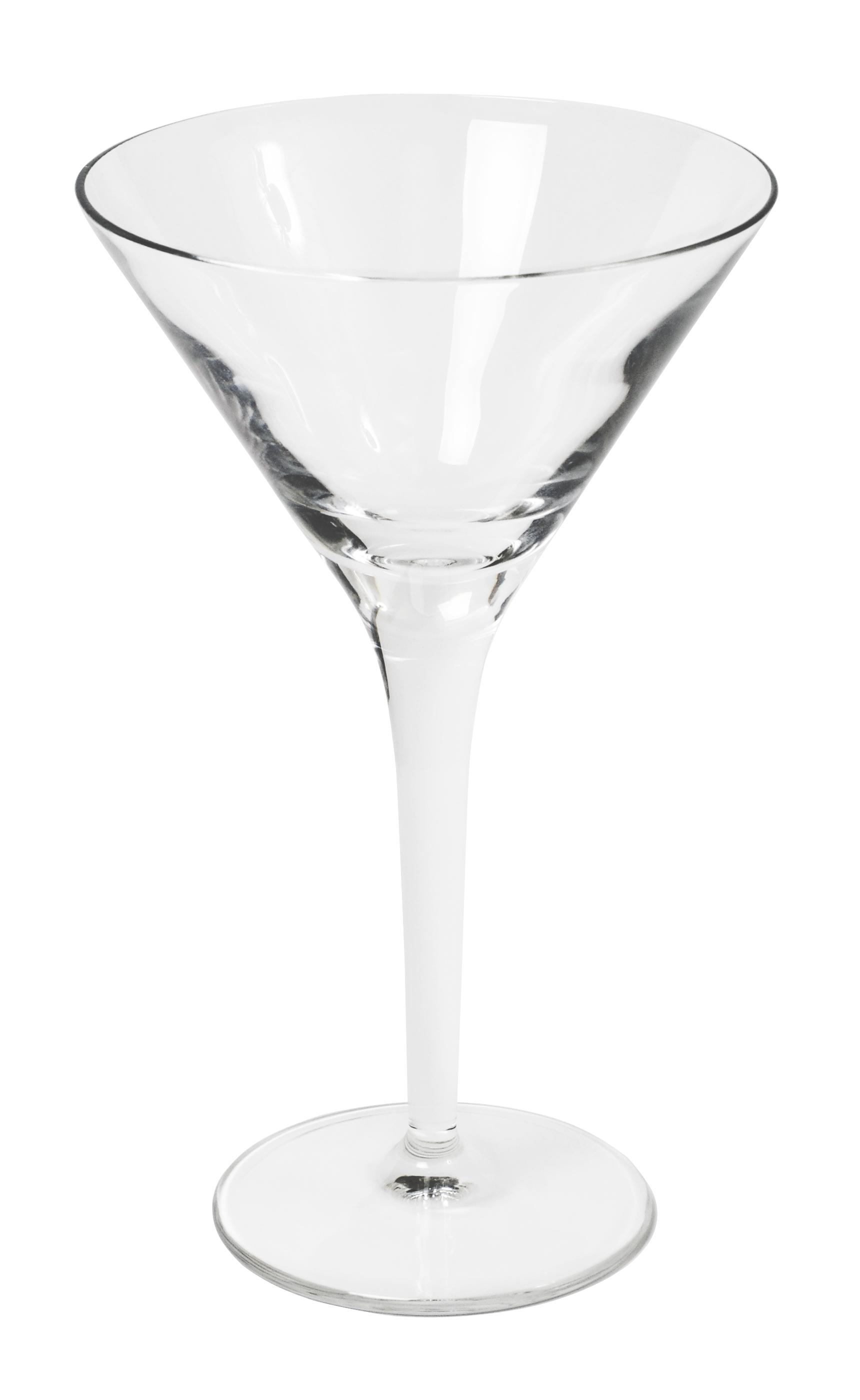
Коктейльний келих

Коктейльний келих — являє собою келих для вина у вигляді конічної чаші з вістрям, яке спрямоване вниз. Хоча келихи подібної форми часто називають келихами для коктейлю «Мартіні», коктейльні келихи відрізняються тим, що часто є невеликими та вузькими чашами з закругленими або плоскими днищами, в той час як келихи для мартіні, як правило, мають великі, повністю конічні до низу широкі чаші.
Даний тип келиха в основному використовується для розливу і подачі алкогольних коктейлів. У зв'язку з тим, що переважна більшість коктейлів традиційно подається охолодженими та містить ароматичні елементи, форма коктейльного келиха з довгим стеблом дозволяє довго тримати його в руках, не впливаючи на температуру поданого напою, а наявність широкої лійкоподібної чаші максимально наближає ніс питущого до поверхні напою і дозволяє домогтися бажаного ефекту, забезпечуючи вільний доступ ароматичних елементів коктейлю.
Стандартний келих для коктейлю має обсяг 130 мл (або 4,5 US fl oz — рідких унцій США). Проте, доступні і більш об'ємні келихи, місткістю від 180 мл (6 рідких унцій США) до великих склянок об'ємом 350 мл (12 рідких унцій США) або більше.